# Aéroport d'Aasiaat
L'aéroport d'Aasiaat (code IATA : JEG • code OACI : BGAA) est un aéroport international situé à près de 2 km au nord-est de Aasiaat, Qaasuitsup, Groenland. 

## Situation

### Carte des aéroports du Groenland
| \| 50 km1:7 213 000 \| Aasiaat · Paamiut · Nerlerit Inaat Ittoqqortoormiit Nuuk · Narsarsuaq Ilulissat · Upernavik Qaanaaq Kangerlussuaq · Maniitsoq Sisimiut Thulé Kulusuk |
| 50 km1:7 213 000 |

## Vols et destinations
| Compagnies                         | Destinations                                                                               |
| ---------------------------------- | ------------------------------------------------------------------------------------------ |
| Air Greenland                      | Ilulissat-Jakobshavn, Kangerlussuaq, Nuuk, Sisimiut En saison: Qasigiannguit, Qeqertarsuaq |
| Air Greenland (settlement flights) | En saison: Akunnaaq, Attu, Kangaatsiaq, Kitsissuarsuit, Niaqornaarsuk                      |

Édité le 27/02/2017